# Pauvre Petite Fille riche (film, 1917)
Pour les articles homonymes, voir Pauvre petite fille riche.
Pour plus de détails, voir Fiche technique et Distribution.
Pauvre Petite Fille riche (The Poor Little Rich Girl) est un film muet américain réalisé par Maurice Tourneur, sorti en 1917.

## Synopsis
La famille de Gwen est riche, mais ses parents l'ignorent et les domestiques la bousculent, la rendant solitaire et malheureuse. Son père est obsédé par l'argent et sa mère ne se préoccupe que de sa position sociale. Mais une irresponsabilité d'un domestique remet en cause les priorités de chacun...

## Fiche technique
- Titre original : The Poor Little Rich Girl
- Titre français : Pauvre Petite Fille riche
- Réalisation : Maurice Tourneur
- Assistants : M.N. Litson, Clarence Brown
- Scénario : Frances Marion, d'après la pièce Poor Little Rich Girl d'Eleanor Gates
- Direction artistique : Ben Carré
- Photographie : Lucien Andriot, John van den Broek
- Production : Adolph Zukor[1], Mary Pickford[2]
- Société de production : Mary Pickford Film Corporation
- Société de distribution : Artcraft Pictures Corporation
- Pays d’origine :  États-Unis
- Langue originale : anglais
- Format : Noir et blanc — 35 mm — 1,37:1 — Muet
- Genre : Comédie dramatique
- Durée : 65 min
- Dates de sortie : 
  - États-Unis : 5 mars 1917
- Licence : domaine public

## Distribution
- Mary Pickford : Gwendolyn
- Madlaine Traverse : sa mère
- Charles Wellesley : son père
- Gladys Fairbanks : Jane
- Frank McGlynn Sr. : le plombier
- Emile LaCroix : le joueur d'orgue de Barbarie
- Marcia Harris : Miss Royale
- Charles Craig : Thomas
- Frank Andrews : Potter
- Herbert Prior : le docteur
- George Gernon : Johnny Blake
- Maxine Hicks : Susie May Squoggs
- Mildred Dietes : une enfant
- Nora Cecil (non créditée) : une professeur de Gwendolyn

## Autour du film
- En 1936, Irving Cummings réalisera un remake avec Shirley Temple dans le rôle-titre : Pauvre Petite Fille riche.
- Reconnu comme "culturellement significatif" par la Bibliothèque du Congrès, ce film fut sélectionné pour être conservé au National Film Registry.
- Le film fut tourné dans les studios de Mary Pickford à Fort Lee (New Jersey).